# Bell 427

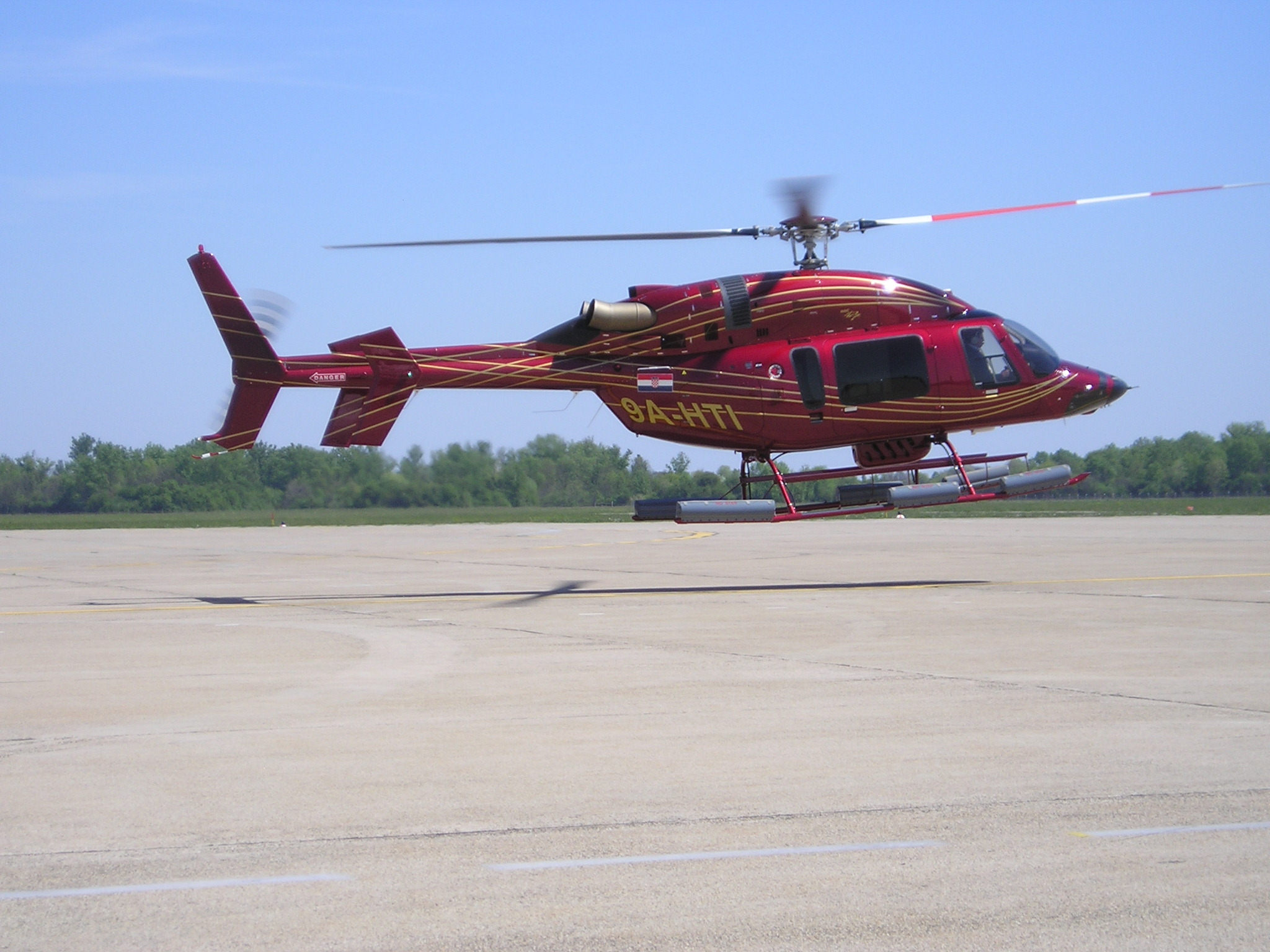
Chorvatský vrtulník Bell 427

Bell 427 je lehký dvoumotorový víceúčelový vrtulník vyráběný společnostmi Bell Helicopter Textron a Samsung Aerospace Industries. Jeho vývoj je založen na předcházejícím modelu Bell 407. Bell 427 byl později ve výrobě nahrazen modelem Bell 429.

## Historie a vývoj
V 90. letech začala společnost Bell vyvíjet nový dvoumotorový model vrtulníku, který měl nahradit ve výrobě model Bell 206. I přesto, že byl Bell 206 úspěšný model, začaly se již objevovat jeho koncepční nedostatky. Na počátku 90. let se sice objevila verze Bell 206LT TwinRanger, ale pro trh bylo potřeba přijít s novým modelem, zvláště pak v reakci na vývoj ostatních výrobců (např. společnost Eurocopter Group tou dobou vyvíjela model Eurocopter EC 135). Nový model měl vycházet jednak z modelů Bell 206 a Bell 206LT TwinRanger a jednak z prototypů Bell 400 a Bell 440. Původně měl však nový model vycházet z jednomotorové verze Bell 407. Měl nést označení Bell 407T a mít dva turbohřídelové motory Allison 250-C22B. Od plánu vývoje bylo však upuštěno, neboť rozsah výkonu vrtulníku nebyl dostačující.
Společnost Bell Helicopter zahájila vývoj modelu 427 ve spolupráci se společností Samsung Aerospace Industries (později Korea Aerospace Industries). Model 427 byl představen v únoru 1996 na veletrhu Heli Expo v Dallasu. Bell 427 byl první vrtulník navržený pouze na počítači. Poprvé vzlétnul 11. prosince 1997. Certifikace bylo v Kanadě dosaženo 19. listopadu 1999, v USA byl certifikát získán v lednu 2000. Dynamické systémy vrtulníku byly vyráběny ve Fort Worthu v Texasu, konečná montáž probíhala ve městě Mirabel v Québecu. Některé části vrtulníku (např. trup) jsou montovány v závodě společnosti Samsung v Sachonu v Jižní Koreji. K prvním dodávkám zákazníkům došlo v lednu 2000.
V roce 2004 byl nabízen modernizovaný model Bell 427i, který byl vyvinut ve spolupráci společností Bell Helicopter, Korea Aerospace Industries a japonské společnosti Mitsui Bussan Aerospace. Korea Aerospace Industries měla vyrábět trup a rozvody palivového systému, společnost Mitsui Bussan Aerospace financovala novější skleněný kokpit a navigační systémy aby byl vrtulník schopen letu podle přístrojů. Nová verze měla mít prodloužený trup o 0,36 m, výkonnější motory a vyšší vzletovou hmotnost. Program vývoje byl však zrušen a veškerý vývoj byl směrován na nový model Bell 429. V únoru 2005 bylo veškerých 80 objednávek modelu Bell 427i převedeno na objednávky modelu 429. 24. ledna 2008 oznámila společnost Bell Helicopter plán ukončit výrobu modelu 427, a to tak, aby byly veškeré dodávky ukončeny do roku 2010.

## Letecká záchranná služba

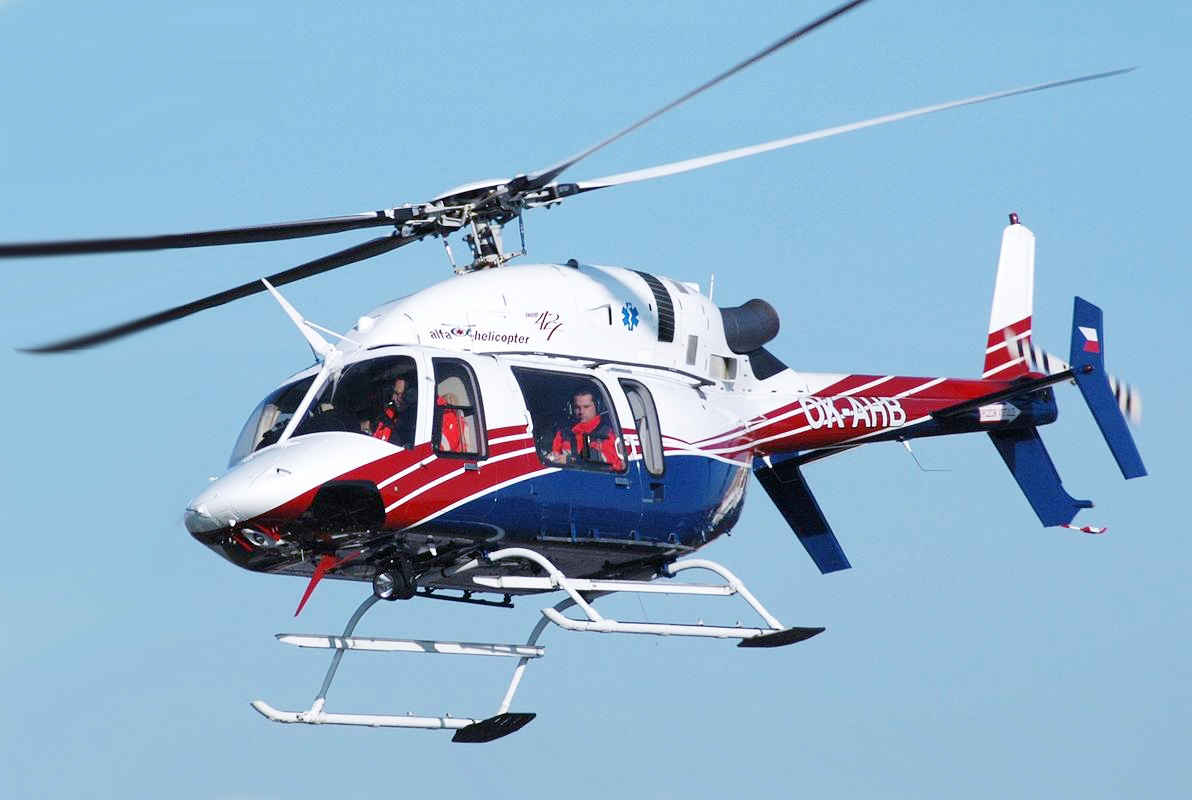
Bell 427 OK-AHB, zničen při nehodě 5. února 2010

Ačkoliv měl být model 427 využíván i pro potřeby letecké záchranné služby, je Česká republika jediná země na světě, která tento typ vrtulníků pro LZS používala. Jeden kus ve zdravotnické konfiguraci existuje i v Kanadě, avšak jedná se o ukázkový model, který není pro potřeby LZS nasazen. V celosvětovém měřítku společnost Bell Helicopter s modelem 427 zaostala a na trhu vrtulníků se zdravotnickou zástavnou se objevil model Eurocopter EC 135, který jej zcela nasytil. V současné době se vyrábí model Bell 429, který má již nyní vyšší úspěchy, avšak majoritní podíl na trhu v dodávkách pro policejní a zdravotnické účely má stále společnost Eurocopter.

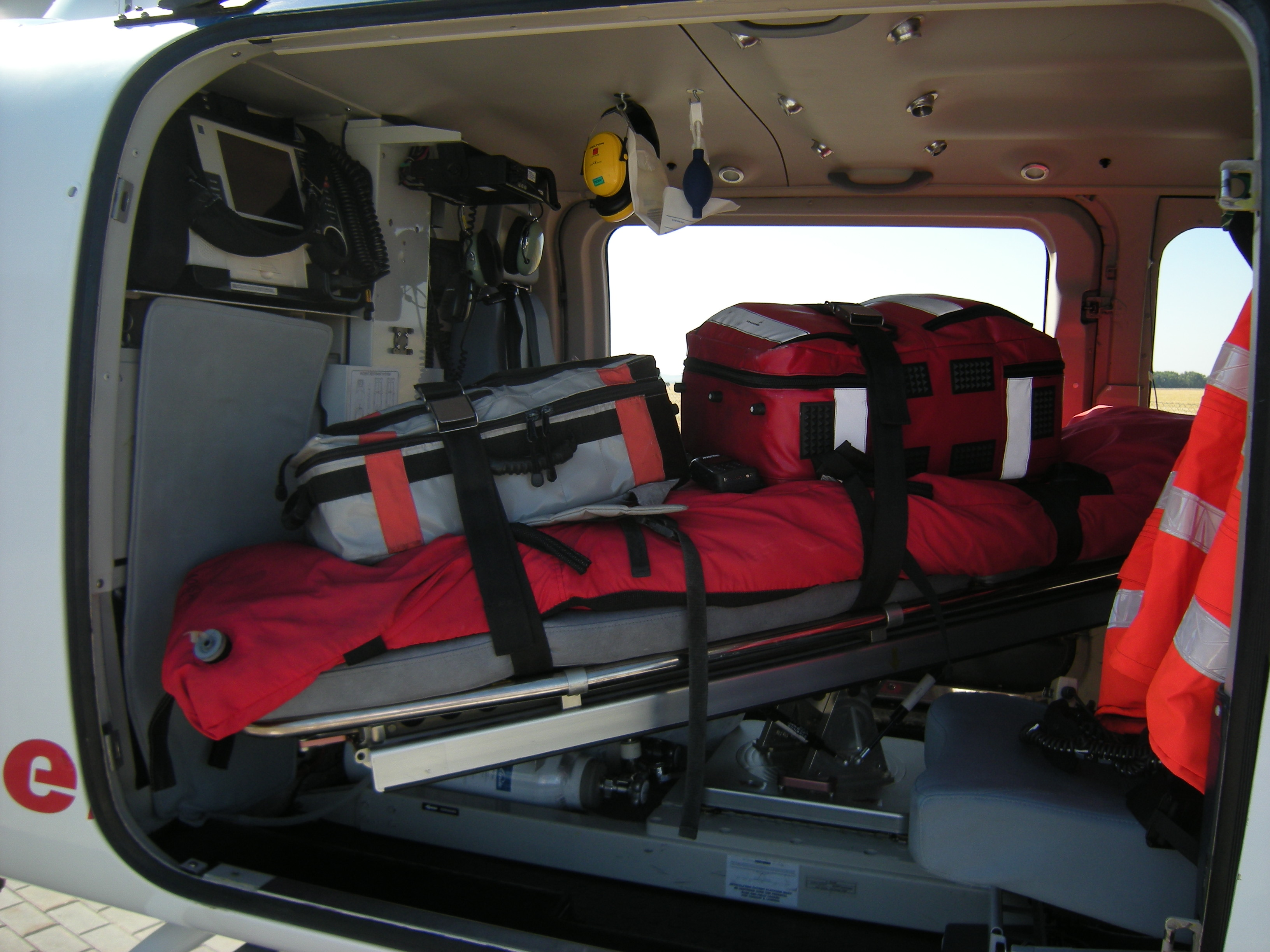
Vnitřní zástavba vrtulníku Bell 427 s imatrikulací OK-AHE

Jediným provozovatelem vrtulníků Bell 427 ve zdravotnické konfiguraci v Česku byla společnost Alfa Helicopter, která zajišťovala chod čtyř základen HEMS. Vlastnila celkem tři vrtulníky 427, z nichž byly trvale nasazeny dva kusy, a to na základnách Kryštof 12 v Jihlavě (OK-AHA) a Kryštof 13 v Českých Budějovicích (OK-EMI). Na základnách Kryštof 04 v Brně a Kryštof 09 v Olomouci slouží vrtulníky EC 135 T2. Třetí stroj (OK-AHE) sloužil jako záložní. Do února 2010 měla společnost Alfa-Helicopter čtyři kusy Bell 427, ale 5. února 2010 došlo k nehodě vrtulníku s imatrikulační značkou OK-AHB, který letěl pro pacienta do Jihlavy. Mezi Horní Olešnou a Panskými Dubenkami vlétnul vrtulník do husté mlhy a z důvodu silného větru došlo ke kontaktu vrtulníku s terénem.
Nikomu z tříčlenné posádky se nic nestalo, nicméně vrtulník se stal provozu neschopný. 6. února ve 13:40 došlo k příletu záložního stroje z Olomouce.
V dubnu 2011 byly ve vrtulnících 427 vyměněny zdravotnické zástavby, aby mohly být nově homologovány.

## Specifikace

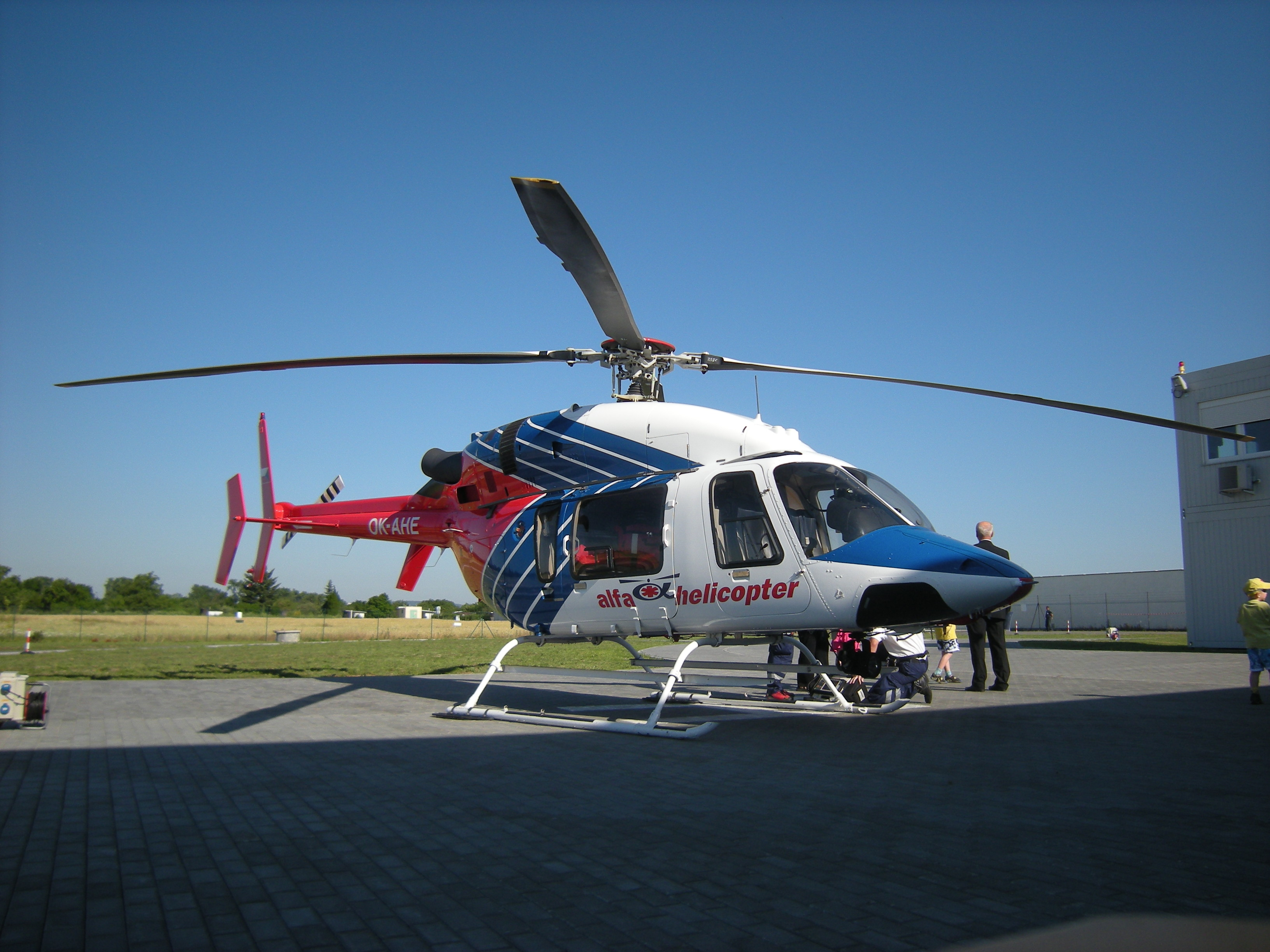
Bell 427 sloužící na stanici Kryštof 13 v Jihočeském kraji (fotografie pořízena na stanici Kryštof 04 v Brně)

### Technické údaje
- Posádka: 1 nebo 2 piloti, až 7 pasažérů, případně 2 ležící pacienti a 2 členové zdravotnického personálu (nebo dle konfigurace vybavení 1 pacient, 2× posádka)
- Délka: 11,42 m
- Průměr nosného rotoru: 11,28 m
- Výška: 3,20 m
- Prázdná hmotnost: 1760 kg
- Maximální vzletová hmotnost: 2970 kg
- Pohonná jednotka: 2× turbohřídelový motor Pratt & Whitney Canada PW207D
- Výkon pohonných jednotek: 529 kW

### Výkony
- Maximální rychlost: 140 KIAS (259 km/h)
- Dolet: 730 km
- Dostup: 3048 m
- Stoupavost: 10,16 m/s